# Liste der Kulturdenkmäler in Weidenbach (Eifel)
In der Liste der Kulturdenkmäler in Weidenbach sind alle Kulturdenkmäler der rheinland-pfälzischen Ortsgemeinde Weidenbach aufgeführt. Grundlage ist die Denkmalliste des Landes Rheinland-Pfalz (Stand: 17. Juli 2023).

## Einzeldenkmäler
| Bezeichnung                                     | Lage                               | Baujahr                           | Beschreibung                                                                        | Bild                           |
| ----------------------------------------------- | ---------------------------------- | --------------------------------- | ----------------------------------------------------------------------------------- | ------------------------------ |
| Quereinhaus                                     | Auf Hostert 1 Lage                 | 19. Jahrhundert                   | Quereinhaus, 19. Jahrhundert                                                        | BW                             |
| Portal                                          | Hauptstraße, an Nr. 18 Lage        | 1804                              | barocker Hauseingang, bezeichnet 1804                                               | Fotos hochladen                |
| Katholische Pfarrkirche St. Johannes der Täufer | Hauptstraße 22 Lage                | 1830                              | vierachsiger Saalbau, 1830; Kreuzigungsbildstock, Sandstein, spätes 18. Jahrhundert | weitere Bilder Fotos hochladen |
| Wegekreuz                                       | Hauptstraße, gegenüber Nr. 58 Lage | 1793                              | Schaftkreuz, Sandstein, bezeichnet 1793                                             | Fotos hochladen                |
| Quereinhaus                                     | In der Hohl 8 Lage                 | erste Hälfte des 19. Jahrhunderts | kleines Quereinhaus, wohl aus der ersten Hälfte des 19. Jahrhunderts                | BW                             |